# Bernhard Diebold
Bernhard Ludwig Diebold (* 6. Januar 1886 in Zürich als Bernhard Dreifus; † 9. August 1945 ebenda) war ein Schweizer Dramaturg, Literatur- und Theaterkritiker, Autor.

## Leben
Diebold wurde als Bernhard Dreifus geboren, nahm nach der Scheidung seiner Eltern 1902 offiziell den Namen der Mutter an und studierte in Zürich von 1904 bis 1906 Jura. Danach ging er in Wien, nach einer Vorstellung bei Josef Kainz, auf die Schauspielschule am Burgtheater und studierte anschließend Theaterwissenschaft in Wien, Berlin und Bern. Er wurde 1912 in Bern bei Max Herrmann mit dem Thema: „Das Rollenfach im deutschen Theaterbetrieb des 18. Jahrhunderts“ (1913) promoviert. Von 1913 bis 1917 lebte Diebold in München und arbeitete als Dramaturg am Schauspielhaus, außerdem verfasste er hier seine ersten Theaterkritiken und Rezensionen. 1917 ging er nach Frankfurt, um als Feuilletonredakteur für die „Frankfurter Zeitung“ zu arbeiten. 1921 erschien sein Standardwerk „Anarchie im Drama“ (4. Aufl. 1928). Er wechselte 1928 von Frankfurt in die Berliner Redaktion der „Frankfurter Zeitung“ und war in der Hauptstadt neben Alfred Kerr und Herbert Jhering einer der angesehensten Theaterkritiker der Weimarer Republik, nicht nur im Bereich des expressionistischen Theaters, sondern auch auf dem noch jungen Gebiet des Filmes.
Die Studie „Der Denkspieler Georg Kaiser“ (1924) war die Bearbeitung eines Kapitels aus „Anarchie im Drama“. 1928 folgten „Der Fall Wagner. Eine Revision“, entstanden aus einem geplanten Bericht über die Bayreuther Festspiele, und „Habima. Hebräisches Theater“, ein Bildband, den er mit den Fotografinnen Nini und Carry Hess herausgab. 1932 erschien Diebolds letztes in Deutschland verlegtes Buch „Das Buch der guten Werke 1914-1918“, worin er Berichte von Betroffenen des Ersten Weltkrieges sammelte.
Nach der Machtergreifung der Nationalsozialisten 1933 pries er in der Frankfurter Zeitung die von Joseph Goebbels veranlasste restriktive Kulturpolitik der neuen Machthaber. Dennoch erhielt er aufgrund seiner jüdischen Konfession Anfang 1934 ein Arbeitsverbot in Deutschland und wurde zudem 1935 aus der Reichsschrifttumskammer ausgeschlossen. Er ging 1934 in das heimische Zürich zurück. Hier arbeitete er für verschiedene Zeitungen als Theaterkritiker, bis 1937 als Schweiz-Korrespondent der „Frankfurter Zeitung“, aber auch für die „NZZ“, „Die Tat“ und die „Basler Nationalzeitung“. Zudem baute er zusammen mit Julius Marx zwischen 1935 und 1940 den Filmstoffvertrieb THEMA auf. In diesen Jahren schrieb er an dem Roman „Das Reich ohne Mitte“, der 1938 im Emil Oprecht Verlag publiziert wurde. Der 840-seitige Roman ist ein bislang noch kaum untersuchtes Zeitbild der Zwanziger Jahre in Frankfurt und Berlin. 1939 erschienen die Prosabände „Der letzte Großvater“ und „Italienische Suite“, im Jahr darauf seine letzte Veröffentlichung „Der unsterbliche Kranke“, ein Opernlibretto nach Molière. Bernhard Diebold war verheiratet und hatte zwei Söhne. Er starb am 9. August 1945 nach kurzer Krankheit in Zürich.

## Werke
- Das Rollenfach im deutschen Theaterbetrieb des 18. Jahrhunderts. Leipzig und Hamburg, Verlag von Leopold Voß, 1913, (VIII), 166 S. (Theatergeschichtliche Forschungen hrsg. von Berthold Litzmann, Professor in Bonn, Bd. 25). Kraus Reprint. Nendeln/Liechtenstein 1978.
- Tragödie. In: Dichter und Bühne. Meister der Oper. Literatur- und Musikgeschichte in Einzelheften für Theaterbesucher. Herausgegeben vom Volksbund in Frankfurt am Main. Augsburg, Stuttgart, Verlag Dr. Filser & Co. [1921], 16 S., 1. Reihe: Wesen und Art des Dramas, Bd. 1.
- Anarchie im Drama. Frankfurt am Main, Frankfurter Verlags=Anstalt A.G. (Dezember 1920, vordatiert) 1921. 480 S. Mit fünf Bildnissen Seit der 2. Auflage 1922 (4. Tausend, 480 S.) mit dem Untertitel: „Kritik und Darstellung der modernen Dramatik“. 3., erweiterte Auflage 1925, Frankfurt/M., Frankfurter Verlagsanstalt, 462 S. [!]. Mit 16 Bildbeigaben. 4., neu erweiterte Auflage, 1928, Berlin, H. Keller, 470 S. Mit 16 Bildbeigaben [Tafeln].
- Der Denkspieler Georg Kaiser. Frankfurt am Main, Frankfurter Verlags-Anstalt A.-G., 1924, 144 S.
- Habima. Hebräisches Theater. 32 Bilder. Mit einer Einführung von Bernhard Diebold. Berlin-Wilmersdorf, H. Keller, 1928, 18 S., 32 Tafeln. Fotografien von N. und C. Hess.
- Der Fall Wagner. Eine Revision. Frankfurt am Main, Frankfurter Societäts-Druckerei GmbH, 1928, 46 S.
- Das Buch der guten Werke 1914-1918. Mit einem Vorwort zusammengestellt und hrsg. von Bernhard Diebold. Frankfurt am Main, Societäts-Verlag, 1932, 346 (2) S.
- Das Reich ohne Mitte. Roman. Zürich, New York, Verlag Emil Oprecht, 1938, 844 (4) S.
- Der letzte Großvater. Eine Geschichte. Zürich und Leipzig, Morgarten=Verlag, 1939, 294 S.
- Italienische Suite. Nachdenkliche Geschichten von sonderbaren Begegnungen. Illustriert von Charles Hug. Zürich, Schweizer Bücherfreunde, 1939, 238 S. (13. Buch der Schweizer Bücherfreunde). Neuauflage 1950, ebd.
- Der unsterbliche Kranke. Komische Oper in drei Akten und einem Vorspiel frei nach Molière. Musik von Hans Haug. Sulgen, Schweiz 1940, Neuer Opern-Verlag Alfred H. Naeff.